# Tokuhei Sada
Tokuhei Sada (佐田 徳平?, Sada Tokuhei; Yamanashi, 1909 – Toyonaka, 17 dicembre 1933) è stato un nuotatore giapponese.
Specializzato nello stile libero ha vinto la medaglia d'argento nella staffetta 4x200 m sl Olimpiadi di Amsterdam 1928.

## Palmarès
- Olimpiadi

Amsterdam 1928: argento nella staffetta 4x200m sl.